# 法尔雪平市镇
法尔雪平市镇（瑞典語：Falköpings kommun）是瑞典西部西约塔兰省的一个市镇。其治所位于法爾雪平。